# Diamond Plaza
Le Diamond Plaza est un centre commercial du 1er arrondissement d'Hô Chi Minh-Ville au Vietnam. 

## Historique
L'édifice, construit par POSCO, est inauguré en 1999.

## Caractéristiques
L'ensemble, comprenant un bâtiment de 22 étages et un bâtiment de 15 étages, abrite un centre commercial de 56 922 m2 avec 6 salles de cinéma, des restaurants, des cafés et un hôtel de 42 chambres. 
Une piste d'hélicoptère est construite sur le toit du plus haut bâtiment.

## Galerie

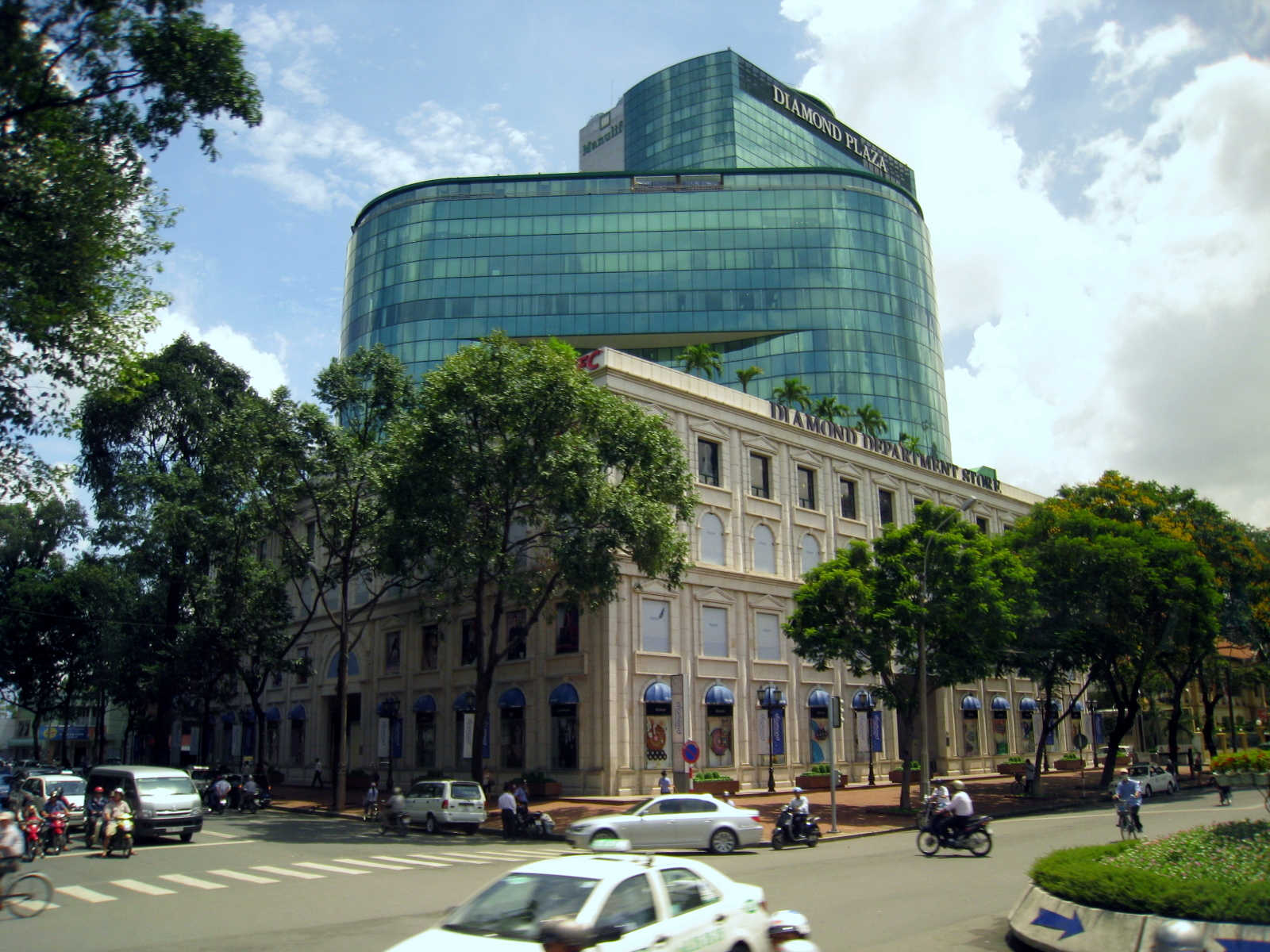
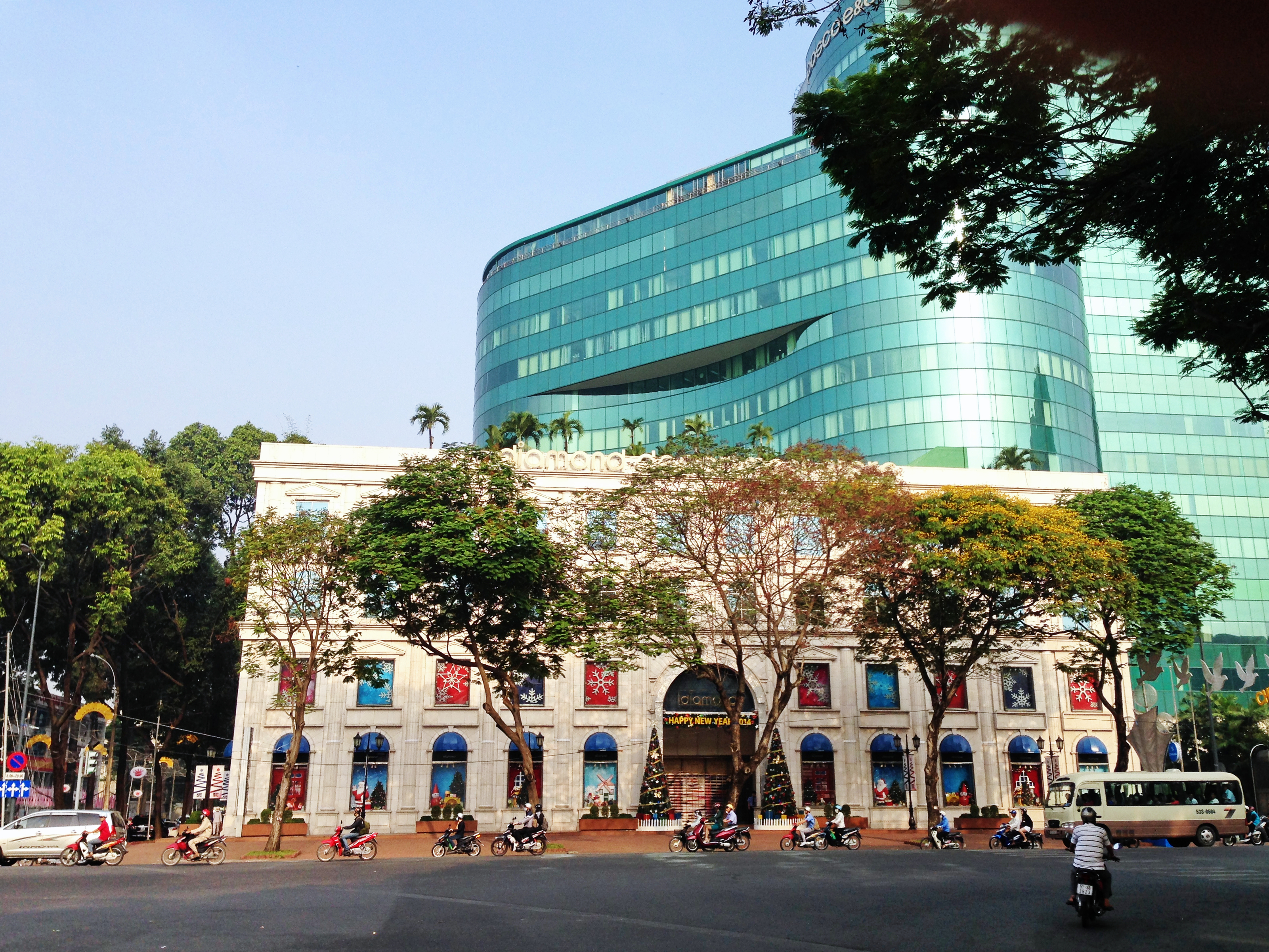
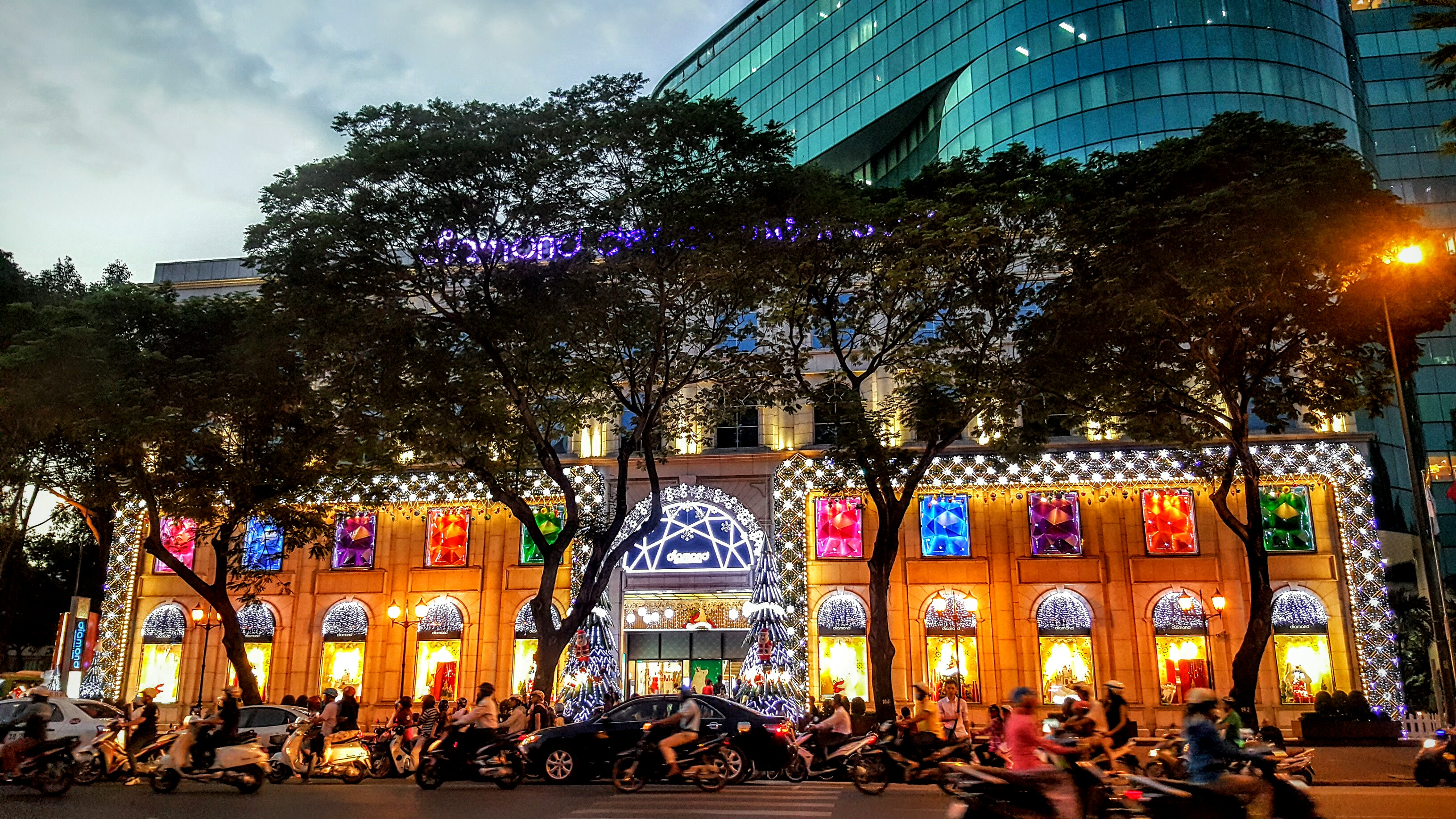
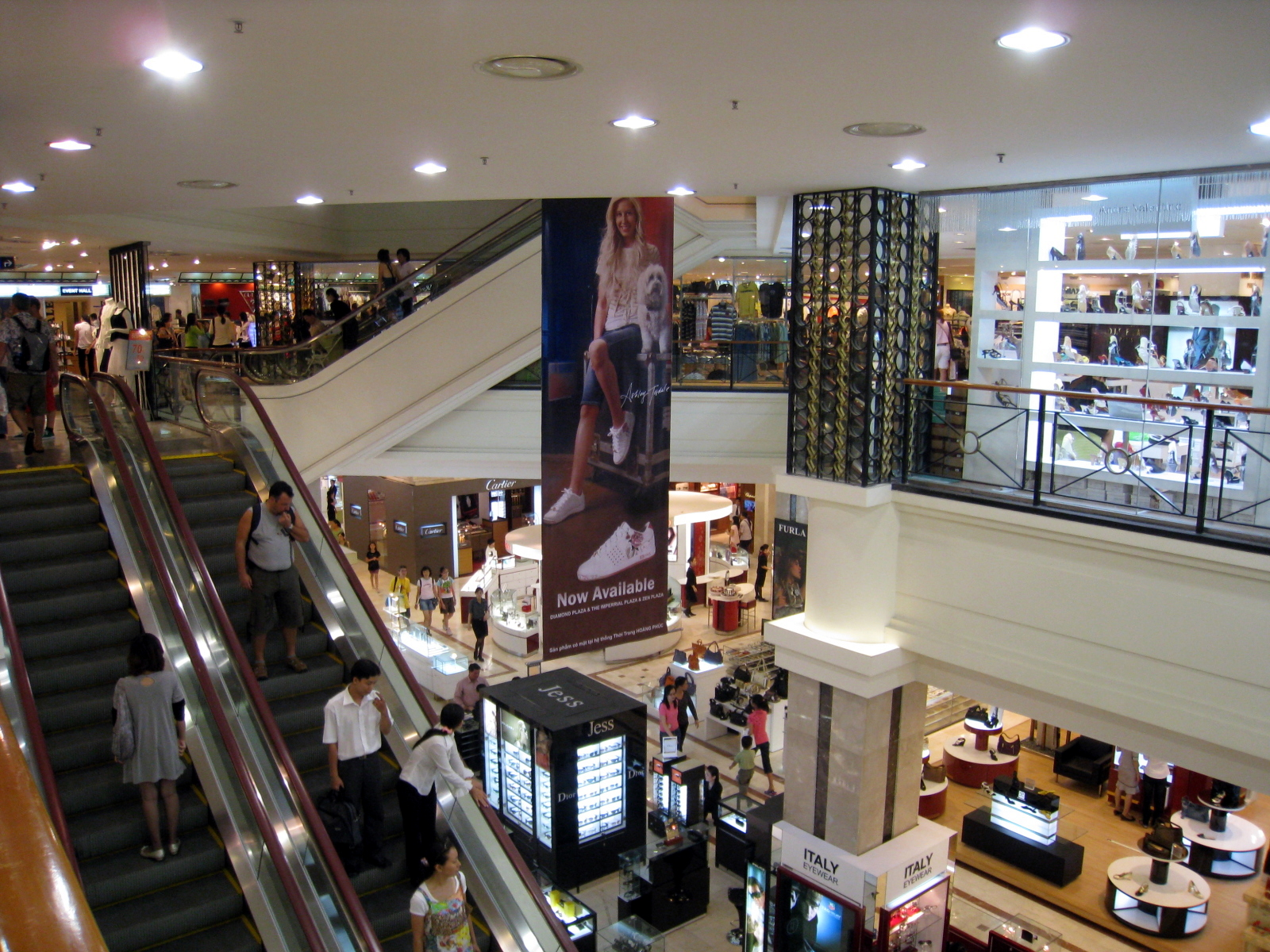
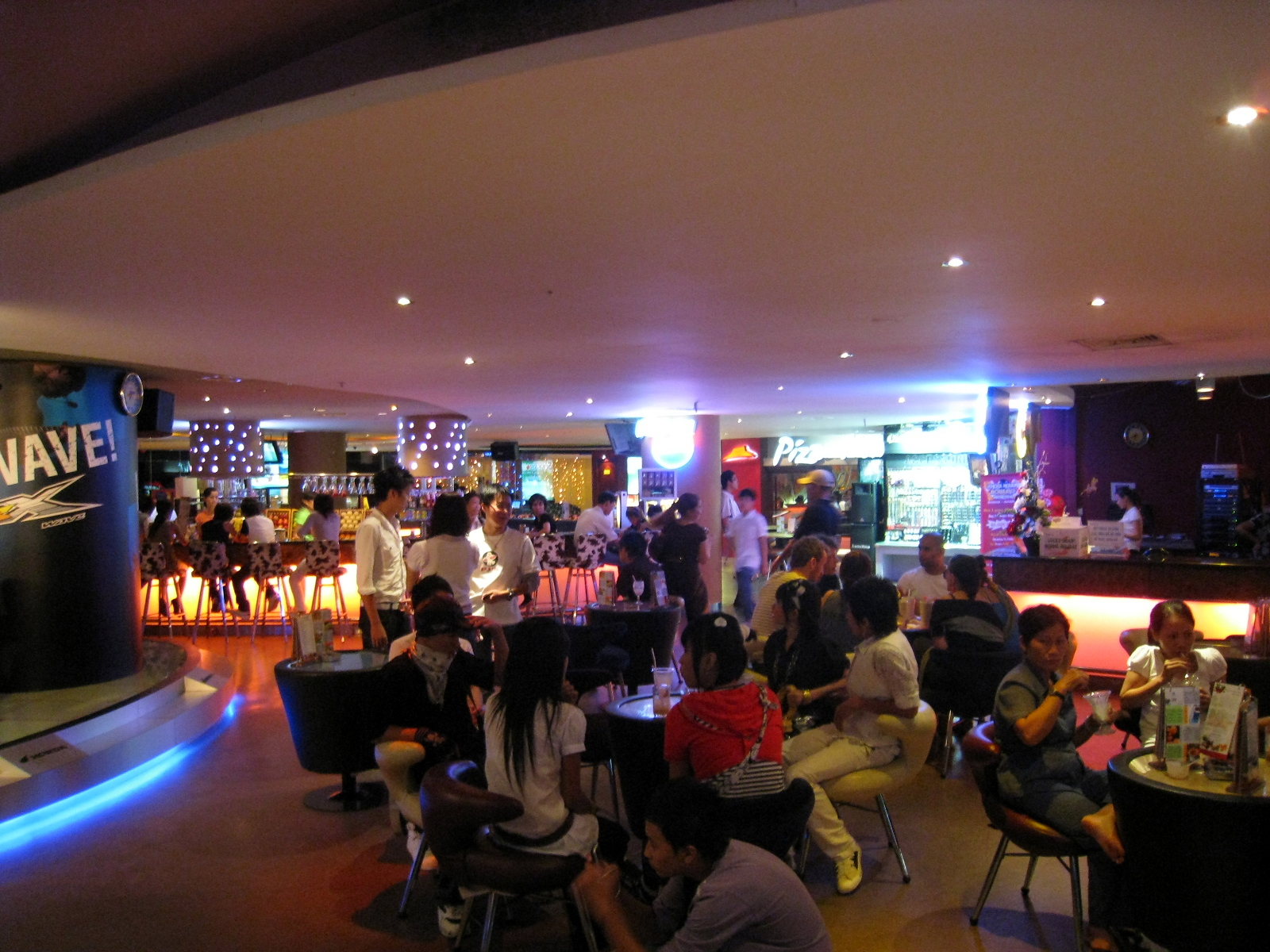
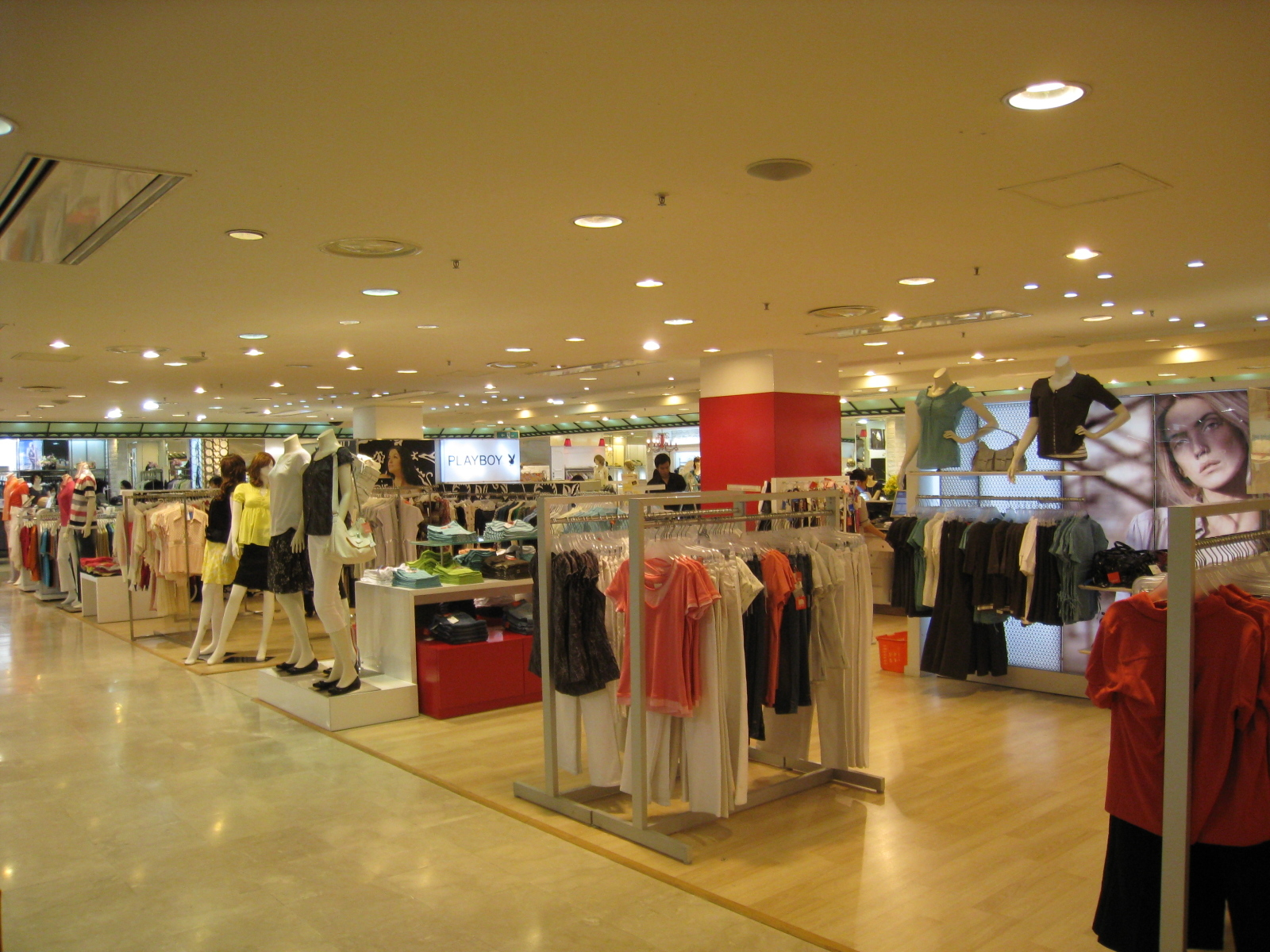